# 日本軍支配下のマレー半島華僑虐殺
日本軍支配下のマレー半島華僑虐殺（にほんぐんしはいかのマレーはんとうかきょうぎゃくさつ）は、太平洋戦争中にマレー半島で主に華僑を対象として起こった日本軍による組織的･計画的とみられる虐殺事件である。

## 経過概要
1941年12月8日、太平洋戦争開始とともに、山下奉文中将を司令官とする第25軍はタイ及びマレー半島に上陸、英兵･豪州兵･インド兵を主力とする英軍と交戦しつつ、戦略上の要衝たるシンガポールを目指してマレー半島を急速に南下、55日間で1,100 kmを走破、1942年1月31日にはマレー半島のジョホールバルを占領した。その間、投降した英軍捕虜らをかまっている余裕がないということでしばしば殺害していた。また、イポーでは後のシンガポール虐殺で抗日団体の名簿を入手したという。英軍も後方攪乱のための残置部隊をマレー半島に残し、また、マラヤ共産党員を主体とする人民抗日軍と協力を決めたものの、そもそもの準備不足と日本軍の進攻があまりに急だったため、長らく十分な武力はなかったという。
2月15日にはシンガポールを占領するに至った。2月19日サイゴンの南方方面軍総司令官の寺内寿一大将は、急速な進撃の為なおざりになっていた軍政を確保し、後方の補給路等を固めるとともに南方からの資源確保することを目的に、英領マレーの治安回復を命じた。
これを受けて、25軍は21日麾下の師団に担当地域を決めてマラヤ全域の治安粛清を命じ、松井太久郎中将を司令官とする第五師団がジョホール州を除くマレー半島、牟田口廉也中将を司令官とする第十八師団がジョホール州、西村琢磨中将を司令官とする近衛師団が市内を除くシンガポール島の治安を担当することとなった。シンガポールでは、第五師団麾下の河村参郎少将を長とする歩兵第九旅団が憲兵隊とともにシンガポール市内の治安維持に就きシンガポール市内で、また、西村琢磨の近衛師団がシンガポール島内郊外で大規模な華僑虐殺を行った。戦後の戦犯裁判で、河村参郎少将が山下中将の指示を受けて行ったことが明らかになっている（参照：シンガポール華僑粛清事件）が、ここでは、マレー半島におけるシンガポール島以外での日本軍による華僑虐殺事件について主に取上げる。既にシンガポール島上陸以前のマレー半島進攻中、シンゴラ、イポー、クアラルンプール、ジョホールバル等で通的信号や破壊工作があったとして、憲兵隊は検挙処刑したものもあったとされる。また、日本軍は、パリットスロンなどで投降した英兵・オーストラリア兵・インド兵に対する第25軍による虐殺事件を起こし、戦後の戦犯裁判の対象となっている（参照：Parit Sulong Massacre）。
華僑に対しては、1941年11月20日決定された大本営政府連絡会議で「南方占領地行政実施要領」では、蒋政権から離反させ日本側政策に協力同調させることになっていた。同年11月3日の南方軍総司令部の「南方軍軍政施行計画（案）」では土着化する者にはマレー人と同一待遇を与えること、1942年2月14日の大本営政府連絡会議の「華僑対策要綱」でも前年11月の要領の考えが踏襲されていたという。
しかし、第25軍は1941年12月末頃に「華僑工作実施要領」を定め、服従を誓い協力を惜しまない者は生業を奪わず権益を認めるが然らざる者は生存を認めない、第一期作戦終了後は最低5千万円を命じ参加協力しない者は財産没収･一族追放し反抗する者は極刑にするとしていた。また、マレー進攻中、すでにクルアンで大石憲兵隊長は鈴木参謀長からシンガポール占領後華僑粛清を考えているから相応の憲兵を用意するよう、内示を受けて大変なことになったと部下に漏らしていたという。
寺内南方方面軍総司令官の指示を受け、山下の下で各師団は華僑粛清を行い、シンガポールの第9歩兵旅団は3月末にパナイ、ミンダナオ攻略に、近衛師団は3月初めにスマトラ攻略に、ジョホール州の第18師団はそこでの粛清終了後4月初めにビルマ攻略に移動したが、第5師団主力はマレー半島にとどまり、その後も事件は続いた。1942年3月に第25師団警務科長として着任した大谷敬二郎憲兵中佐は、辻政信からシンガポールで約六、七千、ジョホールで約四、五千は処刑しただろうと語ったように覚えているという。
現地の各華人団体の調査によれば、マラッカ州では千数百人、ネグリセンビラン州では四千人余が殺害されたとされる（林博史はネグリセンビラン州では三千人から三千数百人と推定している）。シンガポールを含めたマラヤ全土で一説には、10万人にのぼるともいう。ジョホール州の第18師団は生存者の証言により機関銃･小銃による銃殺と銃剣による刺殺が行われたこと、それ以外のマレー半島の第5師団では刺殺が多かったという。農村部では路上を歩いていて検挙された者、数十人から数百人規模で集落ぐるみで老幼男女を問わず皆殺しにされ家が焼却されるケースが頻発、都市部では疑わしい成年男子を検挙し、いったん拘置所等に入れた後で郊外に連行し銃殺･刺殺する例が多かったとされる。
また、シンガポール占領中に街中で生首が晒された事件が有名だが、クアラルンプールやジョホールバル等のマレー半島でも華僑に限らず、中国系･インド系を問わず、晒し首事件が起きている。シンガポール中日大使を務めたこともあるリー・クーンチョイはバターワースで斬首刑が公衆の面前で行われていたのを目撃している。

## 原因
すでに進んでいた日中戦争の中で、マレー、シンガポール各地の華僑らが各地で籌賑会を作り、蒋介石政権を資金･物資の面で支援する動きがみられた。そのため、日本軍司令部クラスで華僑らを潜在的な反日分子とみたばかりか、日本兵らの中にも華僑であるだけで敵と考える者もいたという。
戦後、日本軍が戦争裁判対策のため作成した『極秘　新嘉坡に於ける華僑処断状況調書』では、①マレー戦中、華僑の通敵行動があった、②多数の抗日華僑が潜伏し抗日行動をとり治安が悪化した、③検挙相当の際華僑側から抵抗、発砲し、被害が起こったもので、さらに多数が自ら自決したとする。ただし、林博史はこれらを当時の憲兵大西覚の証言を引いて否定している。また、治安等について、例えばシンガポールの治安は大西の証言は、大谷敬二郎憲兵中佐や第18師団支隊を率いた侘美浩少将等の当事者らの証言や河村少将日記の原本とも一致するといった点が指摘されている。
もともと第25軍司令官である山下がいた満洲では裁判無しでの即決処刑である「臨陣格殺」の権を現場部隊長に認めており、実際に臨陣格殺が「厳重処分」として横行していたと見られる。山下はその満洲から北支事変に北支那方面軍参謀長として参加、その時の支那駐屯憲兵隊司令官佐々木到一中将がやはり満州で治安粛清にあたった経験があり、その経験を踏まえて1939年4月山下の熱心な指導の下に「治安粛正要綱」を作成して粛清工作を行ったとされ、そのままマレー攻略に転戦する形となっている。
清朝・満州で採られた「臨陣格殺」は既に中華民国には存在せず、いわば東洋法の系譜に属するものだが、近代西洋法の系譜に属する国際法においては、治安維持のために軍司令官が軍律を定めることは認められており、日本軍においては統帥権に基づいて定めることが可能で、山下も1941年12月19日マラヤ上陸後、軍律と軍律審判規則を定めていた。この場合、当然その軍律の定めに従わねばならず、また、処罰は軍律会議で決定されなければならなかった。ところが、一般の兵士･下級将校らが、軍法会議のことは知っていても、軍律や軍律会議など聞いたこともない者もいたとされる。林博史は、山下自身が自身の定めた軍律をまもる意思が希薄で、この姿勢が山下によって中国から東南アジアに広められていったのではないかと疑っている。
この他、当時の日本人の華僑のイメージが金儲けに長けた商人で町に住んでいるはずとのイメージであった、ところが鉱山労働者･農園労働者も多く、さらに中小のゴム園では幹線道路から外れて１～2家族で働いていた例も多く、それだけで潜伏するゲリラの一味のように日本兵らには映ったと見る見解もある。さらには、大恐慌の後遺症で内陸の鉱山･農園等の産業は壊滅状態だったはずであり、従って内陸にいた華僑は日本軍を避けるつもりで逃げ込んだ反日分子や共産主義者が多数であったという主張もある。また、ネグリセンビラン州のイロンロン村の虐殺のケースについては、1942年3月18日にマラヤ抗日軍がパリコミューン成立記念集会を行うことが露見し、日本軍が出動したものの、結局マラヤ抗日軍を捕捉できなかったため、報復か見せしめに住民を殺害したという研究も現れている。

## マレー社会への戦中･戦後の影響
シンガポールでの華僑粛清･虐殺はマレーでの華僑の抗日活動を沈静化させるどころか、華僑の日本軍への不安と不信を惹き起こし、抗日団体に参加する者が激増した。初期こそゲリラ側の武装は貧弱であったものの、1943年半ばを過ぎた頃には英軍の抗日ゲリラへの支援の本格化によりゲリラ側の武装も飛躍的に向上したとされる。しかし、ゲリラ側は寧ろ戻ってくる英軍を警戒、それに備え極力武力を温存することを図っていたという。
英軍は現地領主であるスルタンとの関係を重視していたが、太平洋戦争中、日本軍もスルタンとの関係を重視、また、マレー人を優遇し、下級官吏や警官に採用、統治や華僑弾圧に協力させ、分断統治を図った。その結果、既に太平洋戦争中に、中国系の多い抗日ゲリラ側によるマレー人の襲撃も起こり、中国系･マレー系相互の集落虐殺も始まっていたとされる。
さらに、日本降伏後、潜伏していた共産主義者華僑を主体とする抗日ゲリラが表に出てくると、彼らは公然と中国系･マレー系を問わず対日協力者の報復･処刑を実施した。その結果、マレー人が殺害されたことに憤激するマレー人による中国人集落の襲撃･殺戮、さらにまたその報復といった形で相次ぐこととなった。その後、現地スルタンらの介入もあり、1946年3月頃には住民間どうしの殺戮争いは沈静化したものの、抗英に転換したゲリラと英軍･その使役するマレー人警官らとの間での虐殺も起こり、独立後は英軍に代わってマレーシア軍との戦いに引き継がれていった。
英国植民地政府と共産系独立派勢力との対立という性質をもともと孕んでいたとはいえ、日本軍が火をつけたともいえるマレー系･中国系の住民対立は戦後長らくマレーシア社会に影を落とし、一般住民の間においてさえ、独立後もそれぞれを代表する民族間でときに死者も出る激しい争いを惹き起こす政治対立として長い間残った。

## 戦後における再確認、賠償金問題と戦後補償
戦後、各地で事件の報告がなされた。ジョホール州のコタティンギ、ムアー、バトゥパパでは戦後すぐに犠牲者の報告書が出され、『大戦与南僑』（1947）や『『一九三七～一九四五 新馬華人抗日資料』（1984）では各州ごとに日本軍の虐殺や残虐行為が収録されたという。ただ、ネグリセンビラン州ではそのような記録の集成が遅れていた（後述）。
戦後シンガポールも含めたこの地の宗主国に復帰したイギリスは日本による同地の被害について賠償金請求を放棄したものの、これは現地側の関与したものでなく、当然現地関係者や住民らは不満を抱き、1960年代に入って独立が日程に入るに連れて賠償金問題が政治問題化しつつあった。さらに、シンガポールの開発が進むと1961年末以降日本軍に殺害された犠牲者の遺骨が続々と発見され、住民からの日本に対する賠償金請求の主張が激化、この動きはマレーシア側及び同国の華人系団体へも影響した。その後、マレーシアにおける戦時中の被害に対する賠償問題については、日本側が好意として、金額的にはシンガポールの無償援助分とほぼ横並びの約30億円相当となる形で貨物船2隻を無償援助し、マレーシア政府はこれ以上の請求は行わないとすることで、いったん解決した。
しかし、1976年ネグリセンビラン州のチチ町の議会や民間団体が近隣における虐殺事件の謝罪と慰霊碑建設資金を日本政府に求めて来た。さらに1980年代に入ると、僧侶等によって記された、日本軍に華僑らが虐殺されたことを示す碑文が各地で再発見された。その結果、多数の虐殺事件があらためて浮び上がり、現地華僑団体を中心に広く問題が再燃することになった。既に現地では華僑団体や一部は現地邦人の寄付もありチチ町とパリッティンギ村で慰霊碑が建設されていたが、同州の各地の慰霊碑建設が進むことになった。1990年代にもそれ以前からの日本の教科書問題で日本に対して高まった不満の余波を受けるようにして、被害者や華人系民間団体側から補償や謝罪について問題化している。
日本に於いても尚美学園大学教授でスレンバン出身の荘発盛は華人系民間団体関係者と密接な繋がりを持っており、日本政府はネグリセンビラン州で起きた住民虐殺について謝罪をするべきであると主張している。

## 戦後著作をめぐる議論
シンガポールの華僑虐殺事件は戦後の戦犯裁判において司令官クラスが事件があったことを認め、裁判後、処刑された者も釈放された者もいたが彼らがその供述を大きく翻すこともなかった。そのため、主な議論の対象は真の首謀者･責任者は誰か、虐殺された人数は何名かといった点であった。
マレーシア側からうち続く謝罪･補償要求や日本の教科書問題に端を発する日本へのアジア諸国からの批判の中で、この問題の再検討や研究も活発化し、知られていくようになった。また、戦後多くの旧軍関係の書類が廃棄される中、戦時中の橘丸事件で米軍に拿捕された橘丸にあったために没収されて残っていた第5師団関係の資料が戦後に日本に返還され、防衛庁に残っていることが研究者によって確認された。そのような中で、様々な事件についての紹介･研究の執筆も広く一般に出てきたが、教科書問題にみられるような歴史認識の問題をめぐって、これらの書籍はしばしば議論の対象となった。
以下に、そのような書籍とそれを廻る議論を紹介する。

### 『マラヤの日本軍』（1989）株式会社青木書店　共編：高嶋伸欣、林博史
上記、マレーシアのネグリセンビラン州で起こった日本軍による華僑虐殺･虐待事件の報告書である『日治時期森州華族蒙難資料』（1988年1月マレーシア）の村上育造の日本語訳・あとがき、高嶋伸欣・林博史の解説編集による書籍。
林らの翻訳の元となった本は、もともと現地の中華大会堂が出版して本の性格から無償で関係者らに配布することを望んでいたものの、遺族に虐殺被害者のいない会員から大会堂が費用を出すことに異論が出て、出版の話が止まっていた。その事情は外部にはあまり知られていなかったが、本の入手を望んでいた高嶋･林が、後にその事情を知り、印刷部数を増やし、その部分を買取ることとし、自分らが費用不足分を先払いするの形で立替えて出版できないかと申出たところ、出版話が再開し、印刷に至ったものであるという。
中島みちは、現地新聞で出版自体が両名の「拠出金により初めて可能となったという驚くべき話が記されている」としており、これを林は自分らが経緯を隠していたかのように中傷するものと捉えている。加藤裕は現地出版の裏に意図的なものを感じるとし、驚いたことに両名が費用を分担したと表現している。

### 『BC級戦犯』（1990-1991新聞連載）中国新聞社　執筆：御田重宝
1990年8月から翌年5月にかけて中国新聞の紙面で連載されていた「BC級戦犯」（御田重宝解説委員）において、地元広島の旧陸軍第5師団がマレーシアで行ったとされる、主に華僑系の住民に対する虐殺事件につき、連載中かなりの回を割いて取り扱っていた。地元の元将兵らに取材した関係もあり、内容的にはその弁護･擁護をする形となっていた。そこで引用される現地被害者らの証言集である『マラヤの日本軍』の内容については、本来の同書の趣旨内容に反する引用や転記ミス等があるとして、既に連載中に一部読者から指摘が中国新聞社に来ていたが、さらに『マラヤの日本軍』を刊行した高嶋伸欣・林博史から連名で1991年3月編集部に抗議が来ることとなった。それらを受けて新聞社は連載の最終3回で、既に分かった分については誤りを公表、さらに調査をすることを高嶋･林らに約した。同年10月本来の趣旨に反する引用や転記ミスがあったとして、その結果を公表した。
しかし、秦郁彦がこれに異を唱え、御田の擁護論を展開した。その結果、秦と高嶋･林との間で論争が行われることになった（論争の経緯については「中国新聞#連載「BC級戦犯」問題」を参照）。

### 『日中戦争いまだ終わらず　マレー「虐殺」の謎』（1991）株式会社文藝春秋　著：中島みち
亡くなった夫の父（松井太久郎）が太平洋戦争中のマレー半島占領時の司令官であったことから書かれた本。この本に関する事項については、当項目の#『マラヤの日本軍』の他、必要箇所で触れており、また、著書自体の性質については、中島みちの#著書の当該著作部分を参照のこと。ここでは著書のテーマとなる部分の事実関係に関する部分について述べる。
とくに虐殺者数をめぐってはイロンロン村の虐殺がネグリセンビラン州の虐殺事件が最大のものとして話題となるが、中島は、マレーでは華人系とマレー系住民との衝突でも虐殺事件も起こっており、遺骨が発見されるとそういった死者も、マレーシア国民国家統合の思惑から日本軍による虐殺者にされるという説を唱えている。中島によれば、イロンロン村等の死者数は密林や山間等で遺骨がみつかるたびにどんどん増えていっており、1988年夏に華人から「千七百人、超えたよォ」という言葉を聞いたとする。林博史はイロンロンも含めて、多くがあらかじめ見つかり仮埋葬していた遺骨を埋葬し直したもので、例えば1990年発行の増補版の『蒙難資料』でもイロンロン村の死者数は1,474人のままとする。原不二夫も、中島の主張は事実と異なるとする（その後の2000年代には、被害者1680人という数字も現れている）。

#### イロンロンの虐殺者数について
中島はイロンロン（余朗朗：華人側呼び名）村をカンポン・ジュルンドン（現地語名称）とする。戦後再発見された日本軍記録中に、椰子葺きの家が20戸程度のチチの街外れの集落を焼き払ったとあるのをイロンロン攻撃のことであるとし、その上で、事件当時のジュルンドンの全人口は二百人以下で、逃げていた人間もいたはずなので犠牲者は百二十人を超えないとする。ジュルンドンの全人口の根拠は、それ以前の地図にジュルンドンが記載されておらず、他の地図に記載されたカンポン（伝統的な首長のいる集落。村。英語：KampongあるいはKampung）との比較からとする。ジュルンドンはかつて地名辞典にも載る錫の一大産地であるが、これについては中島は大恐慌の後遺症で人口が減ったものとする。ただし、英国経済の工業生産は1934年頃には大恐慌前の水準に回復しており、世界商品としての錫の性格を考えても、米国経済も1936年頃にはほぼ大恐慌前に近い水準に回復、1939年に第二次世界大戦がヨーロッパで始まると恐慌前を超える水準になったとされている。また、マレーシアでは当時ゴム栽培が盛んになっており、さらにゴムの木が成長するまでの間は様々な換金作物を栽培していたとのマレーシア国立博物館ボランティアチームのメンバーによる報告がある。中島自身も、1937年だけでも中国からマレーに40万人が入植し離植を差し引いても18万人超の移民があったとしているが、中島はこれを日中戦争の勃発と蒋介石政権の共産党対策による政治的理由とし、したがって内訳もクーリーのといった労働者の移住ではなく高学歴者層だとしている（ただし、戦争による数十万規模の難民的な性格を持つ移民が、なぜ高学歴層ばかりとなるのか、中島は説明していない。また、政治的にも、1937年7月に日中戦争は開始したが同年9月には第二次国共合作が成立し、国共対立は表面上抑えられ、中国重慶の蒋介石政権に周恩来が共産党代表として参加し1943年半ばまでそこに居住していたような時期である）。原不二夫は人口がより多い集落であっても資料等には記載されていない例が多数あることを指摘している。林は、イロンロンには小学校があるほどの人口がいたこと（ただし、当時の労働移民は若夫婦も多かったとの指摘もあり、児童比率が高かった可能性はある）を指摘した。また、もともと戦犯裁判では当時の周辺住民らはイロンロン村の住民を千人としていたが、林は住民が千人いたとの現地マレー人官吏の供述書類があったことを発見している。また、周辺住民には、近隣には二つの錫鉱山会社がありイロンロンには中国からの出稼ぎ働者が5百人いたこと（先の住民千人に含まれるのか、別なのかは不明）を語る者がいる。中島自身もイロンロンの家に労務者と思われる複数の下宿人がいた話を触れているが、中島はこれは都市から逃げて来た抗日分子であろうとしている（ただし、一方で、この近辺に錫王ともいえる鉱山主が住んでいて、戦前か日本支配、戦後の共産勢力支配時と無事に過ごしていることについて、資力を生かして泳ぎ切ったのだろうと、錫産業が衰退していたとするには矛盾を感じさせる話を中島自身がしている）。また、イロンロンは現地住民らからは近くの比較的大きな街チチの南西約2 kmのところにあったとされる。一方で、ジュルンドンがJelundong（Jelondongという綴りも存在する）であれば現在も存在する地名でチチの西方乃至北西3から4 kmのところに広がる。中島は自身がイロンロン村をジュルンドンとする根拠として、日本軍資料には、村名も緯度経度もないが記載された様々な指標が戦前作成され終戦直後に改訂発行された地図のジュルンドンと一致し、地図上のジュロンドンの緯度経度が『大南洋地名辞典』のジェルンドン村にも符号するからとする（ただし、具体的な内容を詳細に記していないので、批評できない。この距離程度の差であれば、緯度･経度で1/2分〈1分は1度の1/60〉と違わない数字となる）。
中島は、著書中で唐突に自身は現在の華人らが語るジュルンドンの位置は実際とは異なると思うとしているが、住民側証言を誤りとする根拠については触れていない。実際には、生存者らの語るチチの位置や説明のために描く手書きの地図は現在の地図とも一致している。戦後さほど経たず、当時のことを知る者がまだ多く残っている時期に、このようなことを間違える、あるいは偽る者がいるとは考え難いが、一方で、当時近くの山中に潜んで事件を目撃した抗日ゲリラの副隊長は、詳細不明ながら、上記手書き地図のことと思われるスケッチには間違いが多いとしている（実際に手書き地図には後年設けられたと思われる新村が北部に既に描かれている等、後年の記憶が混じり込んではいるようである）。
中島によれば、日本軍の襲撃で人口の減ったイロンロンは事件後すべての住民が現在の華人らが語る位置に移動させられ、さらにその後のマレー系住民との衝突で集落が消滅したのであろうとする。したがって、中島は、ジュルンドンの事件当時の実際の人口は殺されたと伝えられる数より少なく、さらに実際に殺されたのはそのまた一部だとする。中島はイロンロンが移動させられたと考える理由として、チチやイロンロンのある地域が英軍による新村運動（住民とゲリラの接触を断つため、集落を囲い込む、あるいは移動させる準軍事的活動）の対象地域にあったからとする（ただし、対象地域内にあったとしても、実際に集落が移動させられたかどうかについて、中島自身がそういった証言を聞いたとか、記録を見たとかいうことではない。チチの街の所在地については中島は同じままとする。また、中島は現地ネグリセンビラン州に行っていながら、イロンロンの場所が変わったかどうかについて周辺住民らや行政機関に取材しようとした形跡は一切ない）。
林は、中島が現地の生存者は蕭文虎だけを取材し、あとは加害者側である日本軍関係者の証言と日記ばかりを基にしていることを批判する。中島は、彼らの実体験に関わる部分は信じるが、事件当時彼らは幼かったし、イロンロンの人口や日本軍の人数や行動等の事件の全体像に関わる部分については類型的であるので（つまり中島の予想以上に一致しているので）、戦犯裁判の証言に依拠していると感じられるとする（なお、前記事件を目撃したゲリラの副隊長は、発言趣旨は不明ながら、生存者証言には同意できないものが多いとはしている）。
中島はこのように述べた後、実際には生存者や周辺住民に事件時既に成人であった者がいたのであるが、（ごく少数の日本軍側に有利なものを別として）彼らの証言は一切取上げておらず、中島の著作を見る限り、イロンロンの人口等について周辺住民らに取材しようとさえしていない。また、中島は林が語るように日本軍関係者の証言と日記ばかりを元にしているものの、日本軍関係者であっても、戦犯裁判でイロンロンの虐殺を認めた士官Yに対する取材では、今度はこの部分のみ、なんら前置きや説明もなく、回想形式の自伝小説風にしており、自伝小説風といっても、書いているのはY本人ではなく中島であるため、どこまでがY本人の証言によるものか、中島自身の推測あるいは想像に基くものか、全く分からないような記述態様になっている。最後に、中島は犠牲者数について二百人という証言をYから引き出しているが、この発言も事実上、中島の誘導による形になっている。林も、Yの証言から処刑のために集合場所から連れ出された者が二百人くらいという数字を推測しているものの、他の場所に集められて殺害された者がいて、犠牲者がもっと多かった可能性もあるのではないかとしている（なお、Yの証言においても、Yが住民の集合場所に来た時には既に住民が約二百人ほど集められており、その後も住民が続々と集められ、さらにその後で、Yはその場を離れて状況を見ていないことから、実際には夕闇迫る中、処刑ペースのピッチが上げられて犠牲者は二百人を超えていた可能性がある）。
華人集落は主に戦後の新村運動から華人新村（中国名：华人新村。英語ではNew villageあるいはChinese new villages）として行政単位に組み込まれていった。もともと英植民地政府は華人の住民社会に関心がなく、当時は一部例外を除き華人集落は植民地当局の行政とは縁遠かったとされる。なお、中国人ジャーナリストの雷子健も、根拠は不明だがイロンロンをジュルンドン（彼はJelundongと綴っている）としている。中島の言うようにカンポンであれば、新村運動の前から公的に認められた集落で、村長がいたはずであるが、生存者や周辺住民の証言にはイロンロンの村長の話が全く出て来ない。したがって、行政当局にとってはイロンロンは単なるチチの街外れの集落であったか、あるいは、ジュルンドンが広い領域を持ちイロンロンはその中のチチの街との境界近くの小集落であった可能性が高い。
なお、戦後再発見された日本軍の陣中日誌であるが、ここで書かれた殺害数について、中島は手柄とするために通常は3倍くらいに増やされており、その意味でも犠牲者はもっと少ないはずと主張する。しかし、イロンロンの殲滅は、手柄とするための掃討記録と異なり、違法性がはじめから明らかであるため、そもそも陣中日誌の記載対象としたかは疑わしい。林は、陣中日誌の記載は、日本軍側にほとんど犠牲者が出ていないことから実際にゲリラとの遭遇戦があったわけではなく、路上の単なる通行人や山間の小集落を、どの程度取調べたかはともかくとして、ゲリラやゲリラ集落として処刑･殺戮したものではないかと疑っている。TBSの報道特集で、料治直矢がこの陣中日誌をもとにマレーシア各地で取材したところ、殺害者数が村の人口と符合し、日誌の数字とも重なっていたという。

#### 日本軍兵士の残虐行為について
中島は、日本軍の行為についてさんざん聞かされて来たので、日本軍を疑ってかかる癖がついており、自身で、よくぞここまでと思うほど、旧日本軍関係者に聞いてきたとしている。旧日本軍兵士が赤ん坊を放り上げて落ちてくるところを銃剣で刺し殺したという話について、元兵士らに「そんなことをしそうな人物がもしいれば、あいつだ」との話を聞いて、その人物のところに取材に行ったものの、「誰が、そんなことするかい！」と一喝されたとしている。
最終的に中島は、落ちてくる赤ん坊を（兵士自身にとって）安全な姿勢で、銃剣で刺し殺すには、片手で十分な高さに放り投げて、反対側の手に持った銃剣で刺し殺す必要があるとし、元兵士らの証言から、4～5キロの重さの赤ん坊を片手でそれほど放り上げられないとする。さもなければ、一人が両手で放り上げて、別の一人が刺し殺した形となるが、そんな人間が日本軍にそろっていたとは考えられないとする
第25軍はその後スマトラに移動し、別の司令官の下で、後に「日本の穴（「日本人の穴」と訳されることも）」と呼ばれる地下要塞とも思える地下壕をブキティンギに建設したが、その完成後、働いていた労務者を機密保持のために皆殺しにしたようだと現地では伝えられていた。これについて、この問題に取組んでいた田上和平が、日本側関係者が異議を唱えていることを、この話を日本に紹介した一人である倉沢愛子教授に書き送ったところ、「虐殺の事実がないのであれば抗議すべきと思う」、その場合には「日本軍がそんなことをする筈はないという論では難しいので、工事関係者が理論的に説明するのがよい」とのアドバイスを、いったんは受けたとされる（『大東亜戦争とインドネシア』（2002：朱鳥社）P.63-64著：加藤裕）。
また、秦郁彦は、田中卓がドストエフスキーの作品にトルコ兵の残虐性について類似の赤ん坊刺殺の説話があってそれが起源ではないか（だから、日本人の話ではない）としていることを紹介している（『昭和史の謎を追う　上巻（文庫本）』（1999：文藝春秋）P.412著：秦郁彦）。
原不二夫は、中島が漢民族は残酷な殺し方をするが日本軍は軍紀正しく正当でない殺害はしないという観点で貫いているが、とくに後段は現地で伝えられている日本軍像と異なるし、そもそもどちらの民族が残虐かといった議論は不毛だと批判している。

### 『マレーシア虐殺報道の奇々怪々』（1992年8月号『正論』、『昭和史の謎を追う　上巻』　著：秦郁彦
秦郁彦は、1988年検定を通った英語教科書に旧日本軍のマレーシアでの残虐行為について触れた記述があったことから、その採択までめぐる論争が起こり、その結果、旧日本軍のマレーシアの非行も知られるようになり、各種著作がその流れの中で書かれたとする。
これらで触れられた問題について秦の見解を示す他、御田の執筆した『BC級戦犯』について、高嶋･林の批判に対して擁護論を展開している。（内容については中国新聞#連載「BC級戦犯」問題を参照。）
なお、赤ん坊を放り上げて落ちてくるところを銃剣で刺殺したという旧日本軍が行ったとされる残虐行為の証言の幾つかについて、証言が記録集『マラヤの日本軍』では収録されていないにもかかわらず、その後の別の場で証言されていることから、秦は真実性に疑問を呈している。『マラヤの日本軍』の証言は、現地紙の記者が聞き書きして紙面に載せたものを転載する形をとっている。